# Teorema del punt fix de Kakutani
Dins l'entorn de l'anàlisi matemàtica, el  teorema del punt fix de Kakutani  (anomenat així en honor de Shizuo Kakutani qui el va demostrar el 1941) és una generalització del teorema del punt fix de Brouwer que descriu condicions per les quals una funció multivaluada definida en un subconjunt compacte i convex de l'espai euclidià té un punt fix (és a dir, un punt que és enviat sota la funció a un subconjunt que també el conté).
La seva importància és que ha estat aplicat a diversos problemes de l'economia i teoria de jocs, particularment per demostrar l'existència dels equilibris de Nash en estratègies mixtes.

## Definicions prèvies
Recordem algunes definicions que s'usaran en el teorema.
Una  funció multivaluada  φ del conjunt X al conjunt I és una regla de correspondència que associa un o més punts de Y amb un punt de X. Formalment, si X i Y són dos conjunts llavors qualsevol funció de la forma {\displaystyle \varphi :X\rightarrow 2^{I}}
s'anomena funció multivaluada.
Es diu que una funció multivaluada {\displaystyle \varphi :X\rightarrow 2^{I}} té una  gràfica tancada  si el conjunt {\displaystyle \{x,y|i\in \varphi (x)\}} és un subconjunt tancat de XXY sota la topologia producte.
Sigui {\displaystyle \varphi :X\rightarrow 2^{i}} una funció multivaludada. Llavors  a  ∈  X  és un  punt fix  de φ si  a  ∈ φ ( a ).

## Enunciat original
| Sigui S un subconjunt no buit, compacte i convex de l'espai euclidià {\displaystyle \textstyle \mathbb {R} ^{n}} i {\displaystyle \varphi :S\rightarrow 2^{S}} una funció multivaluada superiorment semicontínua, convexa i tal que φ (x) és no buit per a tot x ∈ S. Aleshores φ té un punt fix. SHIZUO Kakutani (1941) |

## Enunciat alternatiu
| Sigui S un subconjunt no buit, compacte i convex de l'espai euclidià {\displaystyle \textstyle \mathbb {R} ^{n}} i {\displaystyle \varphi :S\rightarrow 2^{S}} una funció multivaluada amb una gràfica tancada i tal que φ (x) és no buit i convex per a tot x ∈ S. Aleshores φ té un punt fix. SHIZUO Kakutani (1941) |

Kakutani establir el teorema a partir de la definició de funció superiorment semicontínua, però pel teorema de la gràfica tancada és possible demostrar que una funció superiorment semicontínua és al seu torn una funció amb gràfica tancada (i viceversa), de manera que tots dos enunciats són equivalents.

## Temes relacionats
- Teorema del punt fix